# Amandus Schickmayr
Amandus Schickmayr (* 19. März 1716 in Grieskirchen; † 23. Februar 1794 in Lambach) war ein österreichischer Benediktiner und von 1746 bis 1794 Abt des Stiftes Lambach.

## Leben
Schickmayr wurde 1716 auf Schloss Parz bei Grieskirchen geboren. Er absolvierte das Lyzeum in Linz und trat 1731 in das Stift Lambach ein. Er studierte dann in Graz und im Stift St. Lambrecht Philosophie und in Salzburg Theologie. 1735 wurde er zum Dr. phil. promoviert und 1739 zum Priester geweiht. Danach war er in der Seelsorge tätig und mit verschiedenen Klosterämtern betraut. Als Novizenmeister wurde er 1746 zum Abt gewählt und vom Passauer Fürstbischof benediziert.
Unter seiner Regierung erlebte das Stift zunächst eine kulturelle Blüte, wurde aber 1784 wie die meisten österreichischen Klöster im Zuge des Josephinismus aufgehoben. Der zum staatlichen Verwalter ernannte Abt und die Mönche konnten im Kloster bleiben, jedoch musste das Kirchensilber abgeliefert und viele Immobilien verkauft werden. Die Stiftskirche wurde 1785 Pfarrkirche. 1788 wurde der Abt wieder in sein Amt eingesetzt. Er feierte 1789 sein goldenes Priesterjubiläum und starb 1794 als Stiftssenior.